# Théminettes
Théminettes település Franciaországban, Lot megyében. Lakosainak száma 182 fő (2022. január 1.). Théminettes Rudelle, Rueyres, Saint-Simon, Sonac és Thémines községekkel határos.

## Népesség
A település népessége az elmúlt években az alábbi módon változott:
| Lakosok száma | 147  | 149  | 143  | 161  | 164  | 168  | 169  | 168  | 173  | 182  |
|               | 1968 | 1982 | 1990 | 2006 | 2013 | 2015 | 2017 | 2019 | 2020 | 2022 |